# Festigny (Marne)
Festigny és un municipi francès, situat al departament del Marne i a la regió del Gran Est. L'any 2007 tenia 391 habitants.

## Demografia

### Població
El 2007 la població de fet de Festigny era de 391 persones. Hi havia 180 famílies, de les quals 60 eren unipersonals (28 homes vivint sols i 32 dones vivint soles), 56 parelles sense fills, 52 parelles amb fills i 12 famílies monoparentals amb fills.
La població ha evolucionat segons el següent gràfic:
Habitants censats

### Habitatges
El 2007 hi havia 226 habitatges, 180 eren l'habitatge principal de la família, 13 eren segones residències i 33 estaven desocupats. 221 eren cases i 5 eren apartaments. Dels 180 habitatges principals, 159 estaven ocupats pels seus propietaris, 17 estaven llogats i ocupats pels llogaters i 4 estaven cedits a títol gratuït; 5 tenien dues cambres, 11 en tenien tres, 49 en tenien quatre i 115 en tenien cinc o més. 155 habitatges disposaven pel capbaix d'una plaça de pàrquing. A 100 habitatges hi havia un automòbil i a 67 n'hi havia dos o més.

### Piràmide de població
La piràmide de població per edats i sexe el 2009 era:
| Homes | Edats   | Dones |
| ----- | ------- | ----- |
| 0     | 95 o +  | 0     |
| 0     | 90 a 94 | 0     |
| 0     | 85 a 89 | 0     |
| 0     | 80 a 84 | 12    |
| 16    | 75 a 79 | 12    |
| 8     | 70 a 74 | 4     |
| 8     | 65 a 69 | 12    |
| 16    | 60 a 64 | 16    |
| 4     | 55 a 59 | 12    |
| 20    | 50 a 54 | 20    |
| 32    | 45 a 49 | 20    |
| 4     | 40 a 44 | 12    |
| 4     | 35 a 39 | 0     |
| 12    | 30 a 34 | 4     |
| 16    | 25 a 29 | 28    |
| 20    | 20 a 24 | 4     |
| 16    | 15 a 19 | 12    |
| 12    | 10 a 14 | 8     |
| 20    | 5 a 9   | 4     |
| 0     | 0 a 4   | 8     |

## Economia
El 2007 la població en edat de treballar era de 254 persones, 205 eren actives i 49 eren inactives. De les 205 persones actives 204 estaven ocupades (111 homes i 93 dones) i 1 aturada (1 dona i 1 dona). De les 49 persones inactives 25 estaven jubilades, 14 estaven estudiant i 10 estaven classificades com a «altres inactius».

### Ingressos
El 2009 a Festigny hi havia 171 unitats fiscals que integraven 398 persones, la mediana anual d'ingressos fiscals per persona era de 22.595 €.

### Activitats econòmiques
Dels 14 establiments que hi havia el 2007, 5 eren d'empreses alimentàries, 1 d'una empresa de fabricació de material elèctric, 1 d'una empresa de fabricació d'altres productes industrials, 2 d'empreses de construcció, 1 d'una empresa de comerç i reparació d'automòbils, 1 d'una empresa immobiliària i 3 d'empreses classificades com a «altres activitats de serveis».
Dels 4 establiments de servei als particulars que hi havia el 2009, 2 eren fusteries, 1 perruqueria i 1 saló de bellesa.
L'únic establiment comercial que hi havia el 2009 era una fleca.
L'any 2000 a Festigny hi havia 84 explotacions agrícoles que ocupaven un total de 624 hectàrees.

## Equipaments sanitaris i escolars
El 2009 hi havia una escola elemental integrada dins d'un grup escolar amb les comunes properes formant una escola dispersa.

## Poblacions més properes
El següent diagrama mostra les poblacions més properes.